# Cồn Nổi
Cồn Nổi là một hòn đảo thuộc vùng biển xã Kim Đông, tỉnh Ninh Bình, Việt Nam. Cồn Nổi được nối với đất liền bằng một cầu vượt biển dài 6 km. Nơi đây là điểm cuối trên tuyến đường du lịch dài hàng chục cây số từ đê sông Đáy qua những cánh đồng lúa, cói, rừng ngập mặn, khu nuôi trồng thủy sản với kết thúc tại bãi tắm. Khu sinh cảnh Bãi Ngang - Cồn Nổi ở Kim Sơn đã được UNESCO công nhận là khu dự trữ sinh quyển thế giới châu thổ sông Hồng đồng thời trở thành khu kinh tế ven biển của tỉnh Ninh Bình. Cồn Nổi đang được đầu tư xây dựng thành một điểm du lịch nghỉ dưỡng tại Ninh Bình.

## Vị trí
Cồn Nổi Kim Sơn có diện tích gần 1000 ha, nằm cách bờ đê biển Bình Minh 4 (Ninh Bình) 4 km, cách phao số 0 cửa Đáy 5 km. Cồn Nổi nằm ở tọa độ 19°53'50" Bắc và 106°00'35" Đông. Từ phường Hoa Lư - trung tâm tỉnh Ninh Bình ra tới Cồn Nổi 54 km.
Khoảng cách đường chim bay từ Cồn Nổi tới các khu vực lân cận như sau:
Thành phố Hoa Lư: 44 km
Thành phố Tam Điệp: 35 km
Thị trấn Phát Diệm: 24 km
Thị trấn Bình Minh: 10 km
Bãi biển Sầm Sơn: 21 km
Bãi biển Thịnh Long: 21 km
Cồn Nổi có hình cánh cung, hướng về phía Đông Nam. Hiện tại được kè chắn sóng bao quanh để bảo vệ và mở rộng diện tích.

### Đặc trưng
Cồn Nổi được hình thành do quá trình tương tác giữa dòng chảy mang phù sa của sông Đáy ra biển Đông. Cụ thể, dòng chảy sông đưa phù sa ra khơi bị sóng biển lại đẩy ngược vào trong và tương tác giữa hai quá trình này đã tạo ra cồn Nổi. Cồn được phát hiện từ năm 2003 bởi một thủy thủ tên Trần Văn Thông - người Ninh Bình. Khi tàu đánh cá của ông bị mắc cạn nơi đây, ông đã khám phá vùng đất này rồi sau đó đề xuất với địa phương xin được thực hiện dự án trồng phi lao chắn sóng và nuôi trồng thủy sản tại đây.
Gần Cồn Nổi có đảo Cồn Mờ có toạ độ: 19°53′45″B 106°06′44″Đ / 19,895715°B 106,11215°Đ cũng nằm trong hải phận tỉnh Ninh Bình, cách bờ biển Kim Sơn khoảng 5 km, về phía đông đông nam, có diện tích xấp xỉ 3 km² đã và đang được khai thác để trồng rừng ngập mặn trên đảo và rừng chắn sóng xung quanh.
Theo báo cáo của cơ quan chức năng, Cồn Nổi có diện tích là 30 ha phần nổi, tính cả phần chìm là khoảng 1.000 ha. Hiện tại Bộ Quốc phòng đã đầu tư xây dựng kè chống xói lở Cồn Nổi giai đoạn I và giai đoạn II với chiều dài 5 km. Hiện nay, Bộ Quốc phòng đang lập dự án đầu tư xây dựng tuyến kè nối từ Cồn Nổi về đến đê Bình Minh IV với kinh phí 698 tỷ đồng.

## Du lịch Cồn Nổi

### Tiềm năng
Nằm giữa cửa sông Đáy và cửa sông Càn là 18 km đê biển với toàn bộ khu vực bãi ngang ra tới Cồn Nổi và vùng biển Ninh Bình đã được UNESCO công nhận là khu dự trữ sinh quyển thế giới. Tại đây thiên nhiên, sự sống còn đa dạng và hoang sơ, thuận lợi phát triển loại hình du lịch sinh thái đồng quê. Thắng cảnh khu vực ven biển Kim Sơn nằm trong quy hoạch du lịch của tỉnh Ninh Bình bao gồm bãi biển, rừng phòng hộ, các đảo Cồn Nổi, cồn Mờ, cửa sông Đáy, cảnh quan đê biển, khu vực nuôi trồng và khai thác thủy hải sản, ...
Vùng Bãi Ngang - Cồn Nổi Kim Sơn có tiềm năng rất lớn về du lịch sinh thái đồng quê, tham quan và tìm hiểu về thế giới tự nhiên. Cồn Nổi là nơi cư trú của những loài chim, có khoảng 200 loài chim, trong đó có gần 60 loài chim di cư, hơn 50 loài chim nước. Nhiều loài quý hiếm được ghi trong sách đỏ thế giới như: cò thìa, mòng bể, rẽ mỏ thìa, cò trắng bắc, ... Sinh cảnh đặc sắc nơi đây là những cánh rừng ngập mặn rộng hàng ngàn ha, đầm lầy mặn, bãi bồi ven biển và cửa sông. Những cánh rừng này được ví như bức tường xanh bảo vệ thiên nhiên khỏi bị tàn phá bởi gió bão, nước biển dâng, và cả thảm hoạ sóng thần nếu xảy ra.
Theo quy hoạch du lịch Ninh Bình, Cồn Nổi được gắn kết chuỗi trong chuỗi du lịch sinh thái, cùng với nghề nuôi trồng thủy sản và đánh cá tạo thành thế mạnh kinh tế biển, kinh tế du lịch cho Kim Sơn. 
Khu vực bãi bồi, Cồn Nổi ven biển Kim Sơn được xây dựng thành một khu du lịch sinh thái biển có tầm cỡ quốc gia, quốc tế với tổng hợp tất cả các loại hình du lịch mà đặc trưng cơ bản là lịch sử, văn hóa, tâm linh, du lịch sinh thái, nghỉ dưỡng. Dự án sẽ xây dựng đền thờ Lạc Long Quân tại Cồn Nổi và đền thờ Âu Cơ tại rừng Quốc gia Cúc Phương. Tổng diện tích của dự án trên 4.155 ha. Tại đảo Cồn Nổi sẽ xây dựng các khách sạn, biệt thự cao cấp, khu vui chơi giải trí, các công trình hạ tầng kỹ thuật, hệ thống cây xanh; khu trồng rừng ngập mặn chắn sóng; khu bãi tắm, thể thao lướt ván, lượn dù, khu du thuyền, ngắm cảnh, vui chơi trên biển; hệ thống giao thông, điện, nước.

### Cầu vượt biển Cồn Nổi
Năm 2021, tuyến đường ra Cồn Nổi có tổng chiều dài 5,8 km bao gồm một đoạn đường và một đoạn cầu trên trụ cọc bêtông cốt thép.
Đây là tuyến đường kết nối giữa điểm cuối quốc lộ 12B nằm trên đê Bình Minh III và đảo Cồn Nổi.

## Đô thị Cồn Nổi
Theo đề án điều chỉnh quy hoạch tổng thể hệ thống đô thị đến năm 2030, tầm nhìn 2050 của tỉnh Ninh Bình thì Cồn Nổi được xây dựng thành thị trấn Cồn Nổi và là một đô thị du lịch, cùng với thị trấn Kim Đông trở thành 2 thị trấn của vùng ven biển Kim Sơn.
Hiện tỉnh Ninh Bình đã thành lập khu kinh tế ven biển Kim Sơn tại vùng biển bãi ngang - cồn nổi và 7 xã ven biển Kim Sơn.

## Hình ảnh
|  |  |  |  |  |